# Eucyrtops
Eucyrtops es un género de arañas migalomorfas de la familia Idiopidae. Se encuentra en Australia Occidental. 

## Lista de especies
Según The World Spider Catalog 11.5:
- Eucyrtops eremaeus Main, 1957
- Eucyrtops latior (O. Pickard-Cambridge, 1877)
- Eucyrtops riparius Main, 1957